# 고통 (감정)

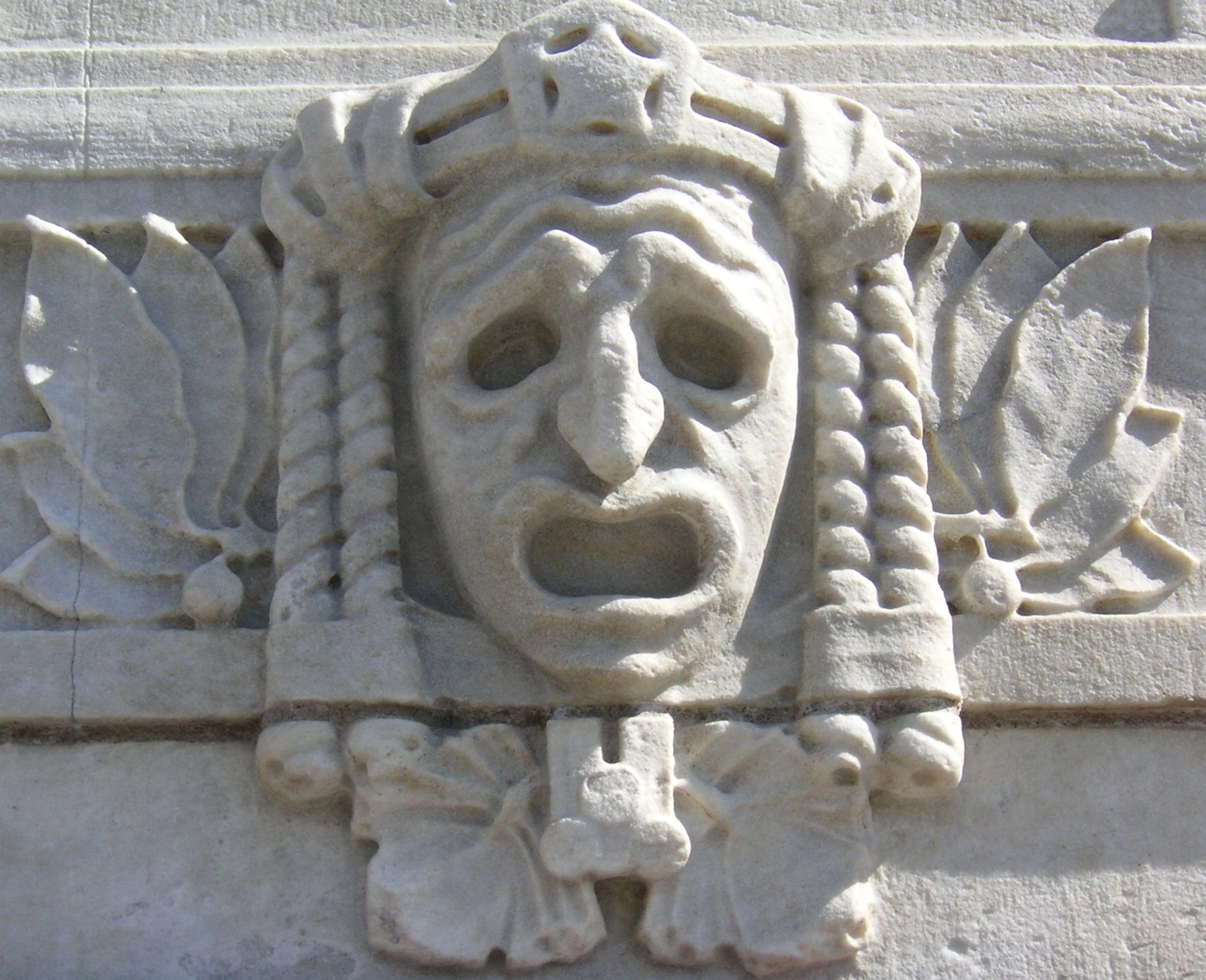

고통(苦痛)은 인간의 감정이다. 감정으로서의 고통의 예는 불안, 슬픔, 미움, 지루함 등이 있다. 이는 개인에게 오는 위험에 대한 예상 또는 위험의 인식과 관련될 수 있다. 고통은 정독현상의 부정적인 감정가를 이루는 기본 요소이다. 고통의 반의어는 기쁨 또는 행복이다.
고통은 질적으로 신체적 고통이나 심리적 고통으로 분류되기도 한다. 양적으로는 온화한 강도에서부터 인내가 불가능한 강도에까지 이른다.

## 사회과학
아서 클라인만과 다른 사람들에 따르면 사회적 고통은 "강력한 사회적 세력에 의해 형성된 생활 조건과 관련된 집단적, 개인적 인간 고통"을 묘사한다. 고통의 사회학을 발전시키고 있는 이안 윌킨슨은 그러한 고통이 의료인류학, 민족지학, 대중매체 분석, 홀로코스트 연구에서 점점 더 우려되고 있다고 말한다.
<세계 문제와 인간 잠재력 백과사전>은 국제 협회 연합(Union of International Associations)의 저작물이다. 주요 데이터베이스는 세계 문제(56,564개 프로필), 글로벌 전략 및 솔루션(32,547개 프로필), 인간 가치(3,257개 프로필), 인간 개발(4,817개 프로필)에 관한 것이다. "핵심 부분에 공통된 가장 근본적인 항목은 고통(또는 고통)의 항목"이며 "핵심 부분에 공통된 항목은 고통에 대한 새로운 이해 또는 통찰력의 학습 차원이다"라고 나와 있다.
미국의 작가 랄프 시우(Ralph Siu)는 1988년에 "고통의 가해에 대한 연구에 전념할 파네틱스(panetics)라는 새롭고 활발한 학문 분야의 창조"를 촉구했으며, 파네틱스를 연구하고 발전시키기 위해 1991년에 국제 파네틱스 협회(International Society for Panetics)가 설립되었다. 직업, 기업, 정부 및 기타 사회 집단을 통해 행동하는 개인이 인간에게 미치는 고통을 줄이는 방법을 다룬다.
경제학에서 웰빙 또는 삶의 질, 복지 경제학, 행복 경제학, 국민 총 행복, 진정한 진보 지표는 긍정적인 명칭이 제시하는 문제뿐만 아니라 고통의 문제에도 관련된다.
법률에서 "고통 및 괴로움"은 원고가 보상을 구하는 부상의 결과로 원고가 겪는 정신적 고통이나 신체적 고통을 의미하는 법적 용어이다. 법적 보상을 부여하려면 고통과 고통에 대한 평가가 필요하다. 서구 세계에서는 이러한 사항이 배심원이 재량에 따라 만드는 것이 일반적이며 주관적이고 가변적이며 예측하기 어려운 것으로 간주된다(예: 미국, 영국, 호주 및 뉴질랜드).
에릭 카셀의 작업을 바탕으로 경영 및 조직 연구에서 고통은 개인이 신체적, 심리적, 사회적 등 지속적인 존재의 모든 측면에 대한 위협을 인식할 때 경험하는 고통으로 정의되었다. 다른 연구자들은 고통은 일반적으로 자기 자신에 대한 자신의 견해를 정의하는 행동을 통제할 수 없는 데서 발생하며 고통의 특징에는 자율성 상실, 가치 있는 관계나 자아 감각의 상실이 포함된다는 점을 지적했다. 따라서 고통은 위협 자체에 의해 결정되는 것이 아니라 개인에 대한 의미와 인격에 대한 위협에 의해 결정된다.

## 종교
고통은 다음과 같은 문제와 관련하여 여러 종교에서 중요한 역할을 한다. 도덕적 행위(해를 끼치지 않음, 고통 받는 사람을 돕음, 동정심을 보임); 삶의 고난이나 스스로 가한 시련(육신의 고행, 고행, 금욕)을 통한 영적 발전; 궁극적인 운명(구원, 저주, 지옥). 신정론은 전능하고 자비로운 신의 존재와 악의 존재를 조화시키는 어려움인 악의 문제를 다룬다. 많은 사람들에게 악의 전형적인 형태는 극심한 고통, 특히 무고한 어린이나 피조물에게 나타나는 극심한 고통이다. 이는 여러 철학적, 신학적 연구의 주제가 되어 왔다.
불교의 '네 가지 고귀한 진리'는 종종 괴로움으로 번역되는 용어인 괴로움에 관한 것이다. 그들은 괴로움의 본질, 괴로움의 원인, 괴로움의 소멸, 괴로움의 소멸에 이르는 길, 즉 팔정도(聖八道)를 기술한다. 불교에서는 괴로움으로부터의 해방과 자비(카루나)의 실천을 거룩한 삶을 영위하고 열반에 도달하는 기본이라고 간주한다.
힌두교에서는 고통이 현생이나 전생의 개인적인 부정적인 행동으로 인해 인과적으로 따라온다고 주장한다. 힌두교인들은 고통을 필연적인 결과이자 영적인 발전을 위한 기회로 받아들여야 한다. 영적 수행의 끝에는 영원히 어떤 고통도 없는 영혼 또는 참된 자아가 그 사람에게 나타나게 되고, 그 사람은 해방(목샤)을 달성하게 된다. 아힘사(ahimsa)라고 불리는 다른 존재에게 고통이나 해를 끼치지 않는 금욕은 힌두교의 핵심 교리이며, 더욱이 또 다른 인도 종교인 자이나교(자이나교의 아힘사 참조)에서는 더욱 그렇다.
유대교에서 고통은 종종 구약의 욥기가 예시하는 것처럼 죄에 대한 형벌이자 사람의 믿음에 대한 시험으로 간주된다.
그리스도교에서 구원의 고통은 인간의 고통이 예수의 수난과 일치하여 받아들여지고 바쳐질 때, 죄에 대한 정당한 형벌을 면제하고 하느님과 다른 사람과 자신에 대한 사랑 안에서 자라게 할 수 있다는 믿음이다.
이슬람에서 신자들은 거부하거나 이유를 묻지 말고 희망과 믿음으로 고통을 견뎌야 하며, 그것을 알라의 뜻으로 받아들이고 믿음의 시험으로 복종해야 한다. 알라는 결코 견딜 수 있는 것 이상을 요구하지 않는다는 믿음이 제시되는 것이다. 자신뿐만 아니라 다른 사람의 고통도 완화하기 위해 노력해야 한다. 어떤 점에서는 고난도 축복으로 여겨진다. 그 선물을 통해 고통받는 사람은 하나님을 기억하고 그분과 연결된다. 고통은 인간의 죄를 말소하고 인간의 영혼을 깨끗하게 하여 내세의 엄청난 보상과 지옥을 피하게 한다.
바하이 신앙에 따르면, 모든 고통은 육체적 삶의 유한성을 드러내는 필연적인 인간의 숙명이며, 그 근원은 육체적 존재의 물질적 측면과 종종 그것에 대한 애착인 반면, 영적 세계에는 기쁨만이 존재한다.

## 같이 보기
- 고 (불교)